# Neurosciences de la personnalité
 (novembre 2023).
La mise en forme du texte ne suit pas les recommandations de Wikipédia : il faut le « wikifier ».
Les points d'amélioration suivants sont les cas les plus fréquents. Le détail des points à revoir est peut-être précisé sur la page de discussion.
- Les titres sont pré-formatés par le logiciel. Ils ne sont ni en capitales, ni en gras.
- Le texte ne doit pas être écrit en capitales (les noms de famille non plus), ni en gras, ni en italique, ni en « petit »…
- Le gras n'est utilisé que pour surligner le titre de l'article dans l'introduction, une seule fois.
- L'italique est rarement utilisé : mots en langue étrangère, titres d'œuvres, noms de bateaux, etc.
- Les citations ne sont pas en italique mais en corps de texte normal. Elles sont entourées par des guillemets français : « et ».
- Les listes à puces sont à éviter, des paragraphes rédigés étant largement préférés. Les tableaux sont à réserver à la présentation de données structurées (résultats, etc.).
- Les appels de note de bas de page (petits chiffres en exposant, introduits par l'outil «  Source ») sont à placer entre la fin de phrase et le point final[comme ça].
- Les liens internes (vers d'autres articles de Wikipédia) sont à choisir avec parcimonie. Créez des liens vers des articles approfondissant le sujet. Les termes génériques sans rapport avec le sujet sont à éviter, ainsi que les répétitions de liens vers un même terme.
- Les liens externes sont à placer uniquement dans une section « Liens externes », à la fin de l'article. Ces liens sont à choisir avec parcimonie suivant les règles définies. Si un lien sert de source à l'article, son insertion dans le texte est à faire par les notes de bas de page.
- La présentation des références doit suivre les conventions bibliographiques. Il est recommandé d'utiliser les modèles {{Ouvrage}}, {{Chapitre}}, {{Article}}, {{Lien web}} et/ou {{Bibliographie}}. Le mode d'édition visuel peut mettre en forme automatiquement les références.
- Insérer une infobox (cadre d'informations à droite) n'est pas obligatoire pour parachever la mise en page.

Pour une aide détaillée, merci de consulter Aide:Wikification.
Si vous pensez que ces points ont été résolus, vous pouvez retirer ce bandeau et améliorer la mise en forme d'un autre article.
 (novembre 2023).
Le contenu est difficilement compréhensible vu les erreurs de traduction, qui sont peut-être dues à l'utilisation d'un logiciel de traduction automatique.
Les neurosciences de la personnalité utilisent des méthodes neuroscientifiques afin d'étudier les mécanismes neurobiologiques sous-jacents aux différences individuelles dans les attributs psychologiques stables. Ce champ vise spécifiquement à analyser les relations entre les variations interindividuelles des structures cérébrales, les fonctions cérébrales, ainsi que les mesures comportementales des traits psychologiques persistants. Ces derniers sont définis dans un sens large comme des "prédispositions et tendances moyennes à se trouver dans des états particuliers", incluant notamment les traits de personnalité, les tendances socio-comportementales et les facteurs de risque psychopathologiques. Les neurosciences de la personnalité sont considérées comme une discipline interdisciplinaire qui intègre des questions de recherche et des méthodologies issues de la psychologie sociale, de la psychologie de la personnalité et des neurosciences. Ce domaine entretient des liens étroits avec d'autres champs interdisciplinaires tels que les neurosciences sociales, cognitives et affectives.

## Histoire
Les neurosciences de la personnalité représentent un domaine d'étude fondé sur l'exploration de la personnalité, un sujet central en psychologie qui a évolué à travers diverses perspectives théoriques et approches méthodologiques tout au long des années. Plus spécifiquement, ces neurosciences cherchent à élucider les mécanismes neurobiologiques qui sous-tendent et contribuent à la personnalité. Elles reposent principalement sur des théories attribuant les différences individuelles aux systèmes physiologiques et biologiques du corps humain, notamment du cerveau. Ces théories trouvent leurs origines dans les propositions de premiers médecins, philosophes et psychologues. L'ancien médecin grec Hippocrate a élaboré les théories des humeurs en identifiant quatre fluides corporels vitaux (sang, mucosités, bile jaune et bile noire) qu'il associait à des tempéraments spécifiques (sanguin, flegmatique, mélancolique et colérique) ainsi qu'à des implications pour la santé physique. Au début du XXe siècle, les théories psychanalytiques de Sigmund Freud, neurologue autrichien, s'appuyaient sur les processus mentaux inconscients. Sous l'influence de ces théories, le psychologue américain Henry A. Murray a avancé cinq principes de personologie, sa désignation pour l'étude et le système de la personnalité. Son premier principe postulait que "la personnalité prend racine dans le cerveau. La physiologie cérébrale de l'individu guide et régit tous les aspects de la personnalité". Dans cette même perspective, Murray a également suggéré que les "besoins", déterminant les comportements, résultaient d'une "force physico-chimique dans le cerveau". Par ailleurs, le psychologue américain William Sheldon est connu pour ses travaux définissant trois "somatotypes" (types de corps : endomorphes, mésomorphes et ectomorphes) en lien avec les traits de personnalité.
En 1961, le psychologue américain Gordon W. Allport a défini la personnalité comme "l'organisation dynamique à l'intérieur de l'individu de ces systèmes psychophysiologiques qui déterminent son comportement et sa pensée caractéristiques", situant ainsi la personnalité au sein de ces "systèmes psychophysiologiques". Dès les années 1940, des études ont exploré le lien entre les modèles d'ondes cérébrales et les différences individuelles en utilisant des paradigmes d'étude des jumeaux. Elles ont démontré que les vrais jumeaux présentaient des modèles d'ondes cérébrales remarquablement similaires mesurés par électroencéphalographie (EEG) par rapport aux faux jumeaux,. Toutefois, les résultats de ces études ont été jugés difficiles à interpréter "en l'absence de toute théorie satisfaisante reliant les schémas d'ondes cérébrales à la personnalité". S'appuyant sur ces études et d'autres explorant l'hérédité génétique des attributs psychologiques, en 1951, Hans J. Eysenck et DB Prell ont expérimentalement examiné l'hérédité du névrosisme à l'aide d'un paradigme d'étude jumelle. Ils ont conclu que "le facteur de névrosisme n'est pas un artefact statistique, mais constitue une unité biologique héritée dans son ensemble" et que "la prédisposition névrotique est largement déterminée par l'hérédité". À la suite de ces travaux, Eysenck a poursuivi ses recherches sur les traits psychologiques en lien avec les systèmes neurobiologiques, notamment le système nerveux, l'éveil et les structures cérébrales telles que la formation réticulaire et le système limbique,.

### Développement
S'étendant depuis la théorie d'Eysenck concernant les fondements biologiques de la personnalité, la théorie de la sensibilité au renforcement de la personnalité élaborée par Jeffrey A. Gray ainsi que ses recherches sur les mécanismes neuronaux associés aux traits de personnalité ont posé les fondements du domaine contemporain des neurosciences de la personnalité,. Les travaux de Gray ont suggéré, par exemple, que l'introversion impliquait à la fois le système d'activation réticulaire ascendant et un système inhibiteur de certaines zones cérébrales, comprenant notamment le cortex frontal orbital, la zone septale médiane et l'hippocampe. En 1999, un chapitre intitulé « La neuroscience de la personnalité », rédigé par Alan D. Pickering et Jeffrey A. Gray, a été inclus dans le Manuel de la personnalité : théorie et recherche. Ce chapitre a introduit des approches visant à "établir une neuroscience moderne et intégrée de la personnalité".
Il existe depuis longtemps un intérêt à la fois théorique et expérimental pour comprendre les bases neurobiologiques de la personnalité. Cependant, ce n'est que récemment, avec les avancées des méthodologies neuroscientifiques telles que les techniques de neuroimagerie non invasives, que la psychologie de la personnalité a orienté son attention. Elle est passée de l'observation, la description et la catégorisation des différences individuelles à la recherche de ce qui pourrait contribuer à ces différences observées. En 2010, le terme "neurosciences de la personnalité" a été forgé par Colin G. DeYoung,, professeur de psychologie et directeur actuel du DeYoung Personality Lab à l'Université du Minnesota,. Ensuite, en 2018, la revue Personality Neuroscience a été fondée dans le but de publier des articles sur les neurosciences de la personnalité, englobant les capacités cognitives, l'émotivité et d'autres différences individuelles, dans le cadre de la compréhension des bases causales. Elle met l'accent sur l'égalité d'importance entre la personnalité et les neurosciences.

## Les recherches en cours
Au cours des vingt dernières années, les avancées de la recherche dans le domaine des neurosciences de la personnalité, recourant aux méthodes neuroscientifiques évoquées dans la section antérieure, ont permis d'identifier les mécanismes neuronaux fondamentaux liés à une multitude de traits caractéristiques. Cette section offre un aperçu des principaux résultats de recherche dans ce domaine.

### Les cinq grands traits de personnalité
- Le névrosisme désigne la propension générale à éprouver des émotions négatives et représente un facteur de risque ainsi qu'un prédicteur puissant d'un large éventail de psychopathologies. Les individus fortement névrosés peuvent se montrer extrêmement sensibles aux événements défavorables et présenter des niveaux élevés d'instabilité émotionnelle, d'anxiété, de changements d'humeur, d'irritabilité et de tristesse, entre autres. Des études de neuroimagerie ont établi un lien entre le névrosisme et l'activité cérébrale dans des régions telles que l'amygdale, l'insula, le cingulaire antérieur et le cortex préfrontal médian. Les méthodes explorant les mécanismes moléculaires ou neurochimiques ont établi une corrélation différenciée entre le névrosisme et les niveaux de base ou liés au stress de l'hormone du stress, le cortisol, ainsi qu'aux niveaux de fonctionnement inférieur de la sérotonine et à des niveaux accrus de noradrénaline. Des études électroencéphalographiques (EEG) ont également montré que le névrosisme associé au retrait est lié à une plus grande activation dans le lobe frontal droit par rapport au gauche[21],[22], tandis que l'aspect de colère lié au névrosisme est corrélé à une plus grande activation dans le lobe frontal gauche par rapport à la droite[23],[24].
- L'extraversion reflète le degré d'extraversion, d'affirmation de soi, de sociabilité, de grégarisme et d'enthousiasme des individus. Les personnes extraverties prospèrent lors d'interactions sociales et sont enclines à participer à de vastes rassemblements sociaux, alors que les introvertis peuvent privilégier des interactions en petits groupes ou en solitaire, s'adonnant à des activités plus individuelles. Des études par IRM et IRMf ont associé l'extraversion à la structure et à la fonction de régions cérébrales impliquées dans le traitement des récompenses, telles que le cortex orbitofrontal médian, le noyau accumbens, l'amygdale et le striatum. Des analyses EEG ont également révélé une corrélation entre l'extraversion et une forme d'onde associée à une "signalisation dopaminergique de récompense"[25]. Les preuves issues de méthodes de manipulation neuropharmacologique confirment que l'extraversion est modérée par des médicaments dopaminergiques et que la dopamine influence le schéma d'excitation corticale en relation avec ce trait de personnalité[26],[27].
- L'ouverture à l'expérience témoigne de l'inclination d'un individu pour la nouveauté, la créativité et la curiosité intellectuelle. Les individus affichant des scores élevés dans ce domaine sont souvent imaginatifs et ouverts d'esprit, tandis que ceux aux scores plus faibles peuvent préférer un mode de vie routinier et familier. Des études récentes utilisant l'IRMf de l'état de repos du projet Human Connectome ont démontré que les matrices de connectivité fonctionnelle individuelle étaient des prédicteurs précis de l'ouverture à l'expérience, presque à égalité avec les scores des tests d'intelligence, parmi les cinq traits de personnalité du modèle à cinq facteurs[28]. Une étude en IRMf sur des personnes âgées, soumises à une tâche de codage de la mémoire visuelle en scanner, a révélé des modèles d'activation du réseau cérébral de la mémoire fonctionnelle plus similaires chez les personnes âgées que chez les jeunes adultes, indiquant une meilleure préservation du réseau de mémoire chez les personnes ayant des scores élevés en ouverture à l'expérience, ce qui suggère que ce trait pourrait agir comme un facteur protecteur contre le vieillissement et la détérioration de la mémoire[29].
- L'agréabilité est liée aux tendances interpersonnelles et socio-comportementales telles que la compassion, la coopération et la gentillesse. Les individus très agréables font preuve de davantage d'empathie et de coopération, tandis que ceux aux scores plus faibles peuvent être plus compétitifs, antisociaux ou manipulateurs. Bien que ce trait soit moins étudié dans la littérature sur les neurosciences de la personnalité en raison de sa nature sociale, des corrélations ont été établies entre l'agréabilité et l'activité neuronale du cortex préfrontal dorsolatéral gauche, impliqué dans la régulation émotionnelle[30]. De plus, des analyses en IRM ont illustré la relation entre l'agréabilité et les volumes de régions cérébrales impliquées dans le traitement de l'information sociale, telles que le sillon temporal supérieur, le cortex cingulaire postérieur et le gyrus fusiforme.
- La conscience englobe les traits liés à l'autodiscipline, à l'organisation et à la fiabilité. Les individus très consciencieux sont souvent axés sur des objectifs, diligents, organisés et fiables, tandis que ceux avec un faible niveau de conscience peuvent être plus spontanés et flexibles. Des études en IRM ont mis en évidence des liens entre la conscience et le volume du gyrus frontal moyen dans le cortex préfrontal latéral. De plus, une autre étude en IRM a révélé une corrélation entre la conscience et le volume du lobe pariétal supérieur bilatéral, ce trait médiant la relation entre ces régions cérébrales et les performances scolaires[31]. Une analyse en IRMf a identifié un réseau cérébral prioritaire (GPN) et ses 5 sous-composants, dont la connectivité fonctionnelle était significativement liée aux évaluations de la conscience, à la fois au sein d'un composant GPN (comprenant les régions de l'insula antérieure, du cortex cingulaire antérieur dorsal et du cortex préfrontal dorsolatéral) et entre ce composant et les 4 autres sous-composants du réseau GPN[32].

### Empathie
L'empathie, en tant que trait stable ou capacité empathique, peut être définie comme une réponse affective similaire à la perception (directement vécue ou imaginée) et à la compréhension (empathie cognitive) des émotions d'un stimulus, avec la reconnaissance que la source de l'émotion n'est pas la sienne. Cependant, un débat persiste dans ce domaine pour déterminer la meilleure façon de la définir. Des études en IRM ont démontré que la variabilité interindividuelle dans différentes facettes de l'empathie est liée à des variations neuroanatomiques entre différentes régions cérébrales. Premièrement, les capacités empathiques affectives envers autrui étaient négativement corrélées aux volumes de matière grise du précuneus, du gyrus frontal inférieur et du cingulaire antérieur. Deuxièmement, les capacités cognitives de perspective étaient positivement corrélées au volume de matière grise du cingulaire antérieur. Enfin, la capacité d'empathie envers des personnages fictifs était positivement liée aux changements de matière grise dans le cortex préfrontal dorsolatéral droit. Une méta-analyse d'études IRMf a révélé qu'un réseau de régions cérébrales, y compris l'insula, le gyrus frontal inférieur, les régions frontales médiales autour du cortex cingulaire, l'amygdale, le thalamus, le putamen, la caudée et la zone somatosensorielle primaire SI, est activé lorsque les humains s'engagent dans des processus empathiques. En complément des études en IRM, la neuromodulation sur des souris et des singes a démontré que l'interférence avec la signalisation de l'ocytocine influence de manière causale les phénomènes liés à l'empathie.

### Caractéristiques du positionnement sur les réseaux sociaux
Les caractéristiques de position dans les réseaux sociaux, telles que le degré de centralité (c'est-à-dire le nombre de connexions d'un individu), décrivent la place spécifique qu'occupe cet individu au sein de ses réseaux sociaux. Les variations individuelles dans ces caractéristiques peuvent être considérées comme des traits, étant donné leur héritabilité, leur stabilité dans différents contextes et leur persistance dans le temps,,. Ces deux dernières décennies, quelques études d'IRM ont exploré le lien entre les caractéristiques de position dans les réseaux sociaux et les structures ou fonctions cérébrales,,. Des études en IRM structurelle ont mis en évidence une corrélation positive entre la centralité du degré et les volumes du cortex orbitofrontal ainsi que de l'amygdale,, ces zones étant impliquées dans le traitement des informations socio-cognitives et émotionnelles. Une analyse en IRMf chez de jeunes adultes a révélé que ceux ayant un réseau social plus étendu (c'est-à-dire avec une centralité du degré élevée) présentaient une connectivité fonctionnelle renforcée entre l'amygdale ventrolatérale et des régions associées à la perception sociale, notamment le STS et le gyrus fusiforme (FG), ainsi qu'entre l'amygdale médiale et le cortex préfrontal ventromédian (vmPFC) impliqué dans les processus d'affiliation sociale. Une autre étude en IRMf, se penchant sur les réseaux sociaux chez les personnes âgées, a établi un lien entre une centralité hors degré plus élevée et une connectivité fonctionnelle accrue dans quatre réseaux cérébraux au repos (sensorimoteur, visuel, vestibulaire/insulaire et réseau frontal-pariétal gauche). Les études en IRMf basées sur des tâches ont montré que la centralité d'intermédiarité (c'est-à-dire le degré auquel un individu connecte des personnes autrement non connectées) est liée à une connectivité fonctionnelle augmentée dans le réseau cérébral de la théorie de l'esprit, lorsque les participants font l'expérience d'exclusion sociale. De plus, elle est associée à une augmentation de l'activité cérébrale dans ce réseau lorsque les individus reçoivent des retours divergents de leurs pairs concernant des applications de jeux mobiles, s'écartant ainsi de leur propre jugement. Une étude en IRMf, utilisant une tâche naturaliste (regarder un film), a montré que les individus ayant une centralité élevée (c'est-à-dire étant considérés par beaucoup comme des amis) présentaient une réponse neuronale plus similaire au sein du réseau cérébral par défaut, tandis que les individus moins populaires avaient des réponses plus idiosyncratiques.

## Défis et orientations futures
En tant que champ interdisciplinaire situé à la croisée de la psychologie de la personnalité et des neurosciences, la recherche en neurosciences de la personnalité profite à ces deux domaines en contribuant à éclairer la formulation d'hypothèses dans le domaine des neurosciences, tout en facilitant l'interprétation des résultats à travers un cadre théorique élaboré en psychologie de la personnalité. De manière réciproque, elle contribue au développement et au raffinement des modèles et théories de la personnalité grâce à une meilleure appréhension des mécanismes neurobiologiques sous-jacents. Cette nature interdisciplinaire implique également des défis paradigmatiques et méthodologiques inhérents aux deux domaines.
Découvrez le défi majeur auquel font face les études de neuroimagerie explorant les différences individuelles : la faible puissance statistique, due à la petitesse des échantillons engendrée par les coûts élevés liés à la collecte de données,. La recherche en neurosciences de la personnalité pourrait grandement tirer profit du partage des données entre différentes études et des initiatives collaboratives visant à rassembler de vastes ensembles de données de neuroimagerie comprenant des mesures de la personnalité, telles que le Projet Connectome Humain (HCP) et l'étude du Développement Cognitif et Cérébral de l'Adolescent (ABCD). Encourager une collecte continue de données auprès d'échantillons plus diversifiés (c'est-à-dire non WEIRD) est également préconisé afin de favoriser la généralisation des conclusions de recherche à une population plus large et à l'étude des variations entre différentes communautés.
D'autres défis se présentent pour établir une mesure fiable, systématique et de haute qualité des traits de personnalité. Contrairement aux tests de performance intellectuelle, les questionnaires de personnalité sont sujets à des biais, comme mentionné dans les sections précédentes. Alors que les théories en psychologie de la personnalité continuent d'évoluer et de se développer, des recherches psychométriques approfondies pourraient devoir être menées sur divers types d'échelles ou d'évaluations utilisées afin de mesurer les traits psychologiques, garantissant ainsi qu'elles produisent des mesures fiables des variables de personnalité d'intérêt.
La complexité du cerveau et des traits de personnalité représente un défi additionnel pour le domaine interdisciplinaire des neurosciences de la personnalité, lequel étudie la corrélation entre ces deux systèmes complexes. Les recherches actuelles suggèrent l'absence d'une cartographie univoque entre les variables neurobiologiques et celles liées à la personnalité : plusieurs régions cérébrales ou processus neurochimiques pourraient être à l'origine d'une variable de personnalité, alors qu'à leur tour, une région cérébrale ou des processus neurochimiques pourraient jouer un rôle déterminant dans plusieurs processus cognitifs et affectifs, influençant ainsi plusieurs traits. En conséquence, des approches en neurosciences des réseaux de personnalité, intégrant des méthodologies quantitatives issues de l'analyse de réseaux, ont été suggérées pour représenter la nature complexe des mécanismes neuronaux et des variables de personnalité sous forme de réseaux, facilitant ainsi l'investigation de la relation entre le cerveau et la personnalité.